# Suore del Divino Amore
Le Suore del Divino Amore sono un istituto religioso femminile di diritto pontificio: le suore di questa congregazione pospongono al loro nome la sigla I.D.A.

## Storia
Le origini della congregazione risalgono a una pia casa di penitenti (il Conservatorio di Santa Chiara) eretta nel 1630 a Montefiascone dal vescovo Gaspare Cecchinelli: pur non essendo tenute alla clausura o a emettere voti, le penitenti conducevano una vita molto ritirata e vivevano grazie alle rendite di alcuni beni, al ricavato del loro lavoro e alle elemosine.
Il 13 settembre 1705 il cardinale Marcantonio Barbarigo, nuovo vescovo di Montefiascone, abolì il conservatorio e istituì al suo posto la congregazione femminile del Divino Amore i cui membri, oltre alla preghiera contemplativa, dovevano attendere alla cura e all'educazione dei fanciulli. Barbarigo affidò l'opera al sacerdote Biagio Morani, addetto alla sagrestia della chiesa romana di San Marco, e alla sua penitente Caterina Comaschi.
Dopo la morte del cardinale Barbarigo, la Comaschi chiese al papa di trasformare la comunità in un monastero di clausura, con religiose di voti solenni e con la regola di sant'Agostino: ottenuta l'approvazione della Santa Sede, la clausura fu introdotta solennemente il 31 dicembre 1721.
Nel 1810 il monastero fu soppresso e le monache temporaneamente disperse: nel 1816, mentre le consorelle potevano far ritorno nella casa di Montefiascone una di esse, suor Rosalia delle Cinque Piaghe, ottenne il permesso di fondare un nuovo monastero a Roma, eretto l'8 marzo 1828. Altri monasteri di religiose del Divino Amore sorsero a Bracciano (1834), Rieti (1873), Bassano di Sutri (1874) e Nazzano (1876).
Le comunità abbandonarono gradualmente la loro organizzazione monastica e il 17 gennaio 1917 decisero di costituirsi in congregazione di vita attiva. In seguito alle religiose del Divino Amore si unirono anche le comunità dei monasteri delle Oblate di Fabrica, dei Santi Agostino e Rocco di Caprarola, del Santissimo Redentore di Montopoli, delle religiose di La Rotta.
La congregazione, aggregata all'ordine agostiniano dal 7 agosto 1906, fu approvata dalla Santa Sede il 10 aprile 1918 e le sue costituzioni furono approvate il 2 luglio 1922.

## Attività e diffusione
Le religiose del Divino Amore si dedicano all'istruzione e all'educazione cristiana della gioventù.
Oltre che in Italia, le suore sono presenti nelle Filippine (Cebu City) e in Perù (Cotabambas e Cusco); la sede generalizia è a Roma (Via Lorenzo Rocci 64).
Alla fine del 2011 la congregazione contava 111 religiose in 18 case.